# Nyhegelianism
Nyhegelianismen är en filosofisk riktning som innebar återuppvaknandet av intresset för Friedrich Hegels filosofi i början av 1900-talet.
Nyhegelianismen uppstod i Tyskland inom gruppen av nykantianerna, bland annat Nicolai Hartmann som utgick från Marburgskolan och Richard Kroner, som utgick från Heinrich Rickert. 
Nyhegelianismen bidrog till strävandet efter en ny metafysik, vilken skulle stödja sig på human- och naturfilosofin, den hegelska stats- och rättsfilosofin med dess obetingade överordnande av staten och rätten över individ och individuell-personlig sedlighet, som hos rättsfilosofen Julius Binder och nationalekonomen Othmar Spann.
I Storbritannien gjorde sig hegelska tankar gällande i F.H. Bradleys och Bernard Bosanquets idealistiska filosofi. Även den italienske filosofen Benedetto Croce kan ses som nyhegelian.